# 楊奎
楊奎（？—？），清朝官員，本籍直隸。監生出身。

## 生平
楊奎於1808年（嘉慶13年）接替袁錫山，於台灣台北地區擔任台灣府淡水廳新莊縣丞一職，是大台北地區的地方父母官。